# ریو براوو (فیلم)
ریو براوو (به انگلیسی: Rio Bravo) یک فیلم وسترن آمریکایی است که در سال ۱۹۵۹ با بازیگری جان وین، دین مارتین، ریکی نلسون، انجی دیکینسون، والتر برنان و وارد باند و به تهیه‌کنندگی و کارگردانی هاوارد هاکس منتشر شده‌است.
فیلمنامه توسط ژول فورتمن و لی براکت، بر اساس داستان کوتاه «ریو براوو» اثر بی.اچ. مک گرام‍پ بل، نوشته شده و داستان آن دربارهٔ کلانتر شهر ریو براوو، تگزاس است که برادر یک راننده محلی قدرتمند را برای کمک به معاون مست خود بازداشت می‌کند. دوست آنها با کمک یک «فلج» و یک اسلحه جنگی، باند رانچر را نگه می‌دارند. ریو براوو در استودیوی اولد توسان استودیوز در خارج از توسان، آریزونا، در تکنیکالر فیلمبرداری شد.
در سال ۲۰۱۴، ریو براوو توسط «کتابخانه کنگره» از نظر فرهنگی، تاریخی یا زیبایی شناختی، اثری ارزشمند و مهم تلقی شد و برای حفظ در ثبت ملی فیلم انتخاب شد.

## خلاصه فیلم
جو بوردت (کلود ایکینز) که دودِ (دین مارتین) دائم‌الخمر را تحقیر کرده، در پی قتلی که مرتکب می‌شود توسط کلانتر جان تی. چنس (جان وین) دستگیر می‌شود. فکر و ذکر کلانتر آنست که به کمک معاون شَل خود، استامپی (والتر برنان) و دود، جو را تا رسیدن مارشال ایالتی در زندان نگه دارد، این در حالی است که افراد برادر پرنفوذ و ثروتمند جو، ناتان (جان راسل) می‌کوشند به هر شکلی زندانی را رهایی بخشند. با کشته شدن دوست کلانتر (ویلر)، و اتفاقات دیگر، کلرادو (ریکی نلسون)، جوانی که از افراد ویلر بود نیز به گروه محافظان زندان می‌پیوندند. در این میانه زنی به نام فِدِر (آنجی دیکینسون) نیز که به تازگی به شهر رسیده بود و عاشق کلانتر شده، ابعاد جدیدی به داستان می‌بخشد…

## بازیگران
- جان وین در نقش کلانتر جان تی. چنس (ایرج دوستدار)
- دین مارتین در نقش دود (چنگیز جلیلوند)
- ریکی نلسون در نقش کلورادو رایان (جلال مقامی)
- آنجی دیکینسون در نقش فِدِرز (رفعت هاشم پور)
- والتر برنان در نقش استامپی (عزت‌الله مقبلی)
- وارد باند در نقش ویلر (جواد پزشکیان)
- جان راسل در نقش ناتان بوردت (جلال مقامی)
- پدرو گونزالز گونزالز در نقش کارلوس روبانته، هتلدار (محمد بهره‌مندی)
- استلیتا رودریگز در نقش کُنسوئِلو روبانته، همسر کارلوس (آذر دانشی)
- کلود ایکینز در نقش جو بوردت (محمد آفرین)
- بینگ راسل (پدر کورت راسل) در نقش گاوچرانی که در ابتدای فیلم توسط جو بوردت کشته شد.
- نسدون بوث در نقش کلارک[۳]